# Coliou huppé
Urocolius macrourus
Espèce
Statut de conservation UICN

 LC  : Préoccupation mineure
Pour les articles homonymes, voir Huppe (homonymie).
Le Coliou huppé (Urocolius macrourus) est une espèce d'oiseau de la famille des Coliidae.

## Dimensions
Il mesure environ 35 cm (incluant une queue d'environ 20 cm de longueur).

## Répartition
Cet oiseau vit au Sahel et en Afrique de l'Est.

## Alimentation
Il se nourrit de feuilles, de graines et de fruits (notamment de l'arbuste Salvadora persica).

## Liste des sous-espèces
- Urocolius macrourus abyssinicus Schifter, 1975
- Urocolius macrourus griseogularis Someren, 1919
- Urocolius macrourus laeneni (Niethammer, 1955)
- Urocolius macrourus macrourus (Linnaeus, 1766)
- Urocolius macrourus massaicus Schifter, 1975
- Urocolius macrourus pulcher (Neumann, 1900)